# 王冕南
王冕南，湖北沔阳人。清朝政治人物。
同治二年（1863年）癸亥恩科进士。同治四年（1865年）任福建光泽县知县。同治八年（1869年）署宁德县知县，九年（1870年）实授上杭縣知县，转霞浦縣知县，升福州府海防同知。